# Amtsbezirk Schwanenstadt
Der Amtsbezirk Schwanenstadt  war eine Verwaltungseinheit im Hausruckkreis in Oberösterreich.
Der Amtsbezirk war der Kreisbehörde in Wels unterstellt und besorgte deren Amtsgeschäfte vor Ort. Die Zuständigkeit erstreckte sich neben Schwanenstadt auf die damaligen Gemeinden Atzbuch, Aussernpühret, Deising, Desselbrunn, Kemating, Maning, Mitterberg, Niederthalheim, Oberndorf, Ottnang, Pitzenberg, Pühret, Redlham, Roitham, Rutzenham, Schlatt, Windern und Wolfsegg und umfasste damals eine Stadt, einen Markt und 183 Dörfer.